# Marruecos en los Juegos Paralímpicos de Tokio 2020
Marruecos estuvo representado en los Juegos Paralímpicos de Tokio 2020 por un total de 34 deportistas, 21 hombres y 13 mujeres.

## Medallistas
El equipo paralímpico marroquí obtuvo las siguientes medallas:
| Nombre | Deporte   | Evento                |
| --- | --------- | --------------------- |
| Oro |           |                       |
| Abdeslam Hili | Atletismo | 400 m T12 masculino   |
| Ayub Sadni | Atletismo | 400 m T47 masculino   |
| El-Amin Chentuf | Atletismo | Maratón T12 masculino |
| Zakaría Derhem | Atletismo | Peso F33 masculino    |
| Plata |           |                       |
| Yusra Karim | Atletismo | Disco F41 femenino    |
| Fuzia El-Kasiui | Atletismo | Peso F33 femenino     |
| Mohamed Amgun | Atletismo | 400 m T13 masculino   |
| Azedin Nuiri | Atletismo | Peso F34 masculino    |
| Bronce |           |                       |
| Hayat El-Garaa | Atletismo | Disco F41 femenino    |
| Saida Amudi | Atletismo | Peso F34 femenino     |
| Elhabib Ait Baya Imad Berka Kamal Buglam Husam Guili Ayub Hadimi Abderazak Hatab Said El-Mselek Zuhair Snisla Samir Bara Abdelali Ait Al-Hakem | Fútbol 5  | Torneo masculino      |